# 天才バカボン (アニメ)
『天才バカボン』（てんさいバカボン）は、赤塚不二夫の漫画『天才バカボン』を原作としたテレビアニメ。『天才バカボン』のアニメ化作品の1作目である。よみうりテレビ、東京ムービー制作。全40回・全79話。
本作は後年のアニメ作品との区別のため、「無印」と表現されることもある。

## 作品概要
およそ3年半に及ぶ長期の人気に支えられた『巨人の星』の後番組として、同じ東京ムービーで製作された。1959年10月スタートの『頓馬天狗』以来続いた、土曜19:00 - 19:30枠のよみうりテレビ制作「大塚製薬一社提供番組」としては最後の作品となった。
原作では登場人物の死亡・殺害描写、残酷描写や暴力的表現も数多く見られたが、アニメ化に際しては大幅に書き換えられている。
キャラクターデザインや人物造形については原作をほぼ踏襲しているが「本官さん」のみ本作品用に描き改められ、1つだけだった鼻の穴が普通に2つ付いており、シーンによっては目玉がつながっていない。また、乱射しながら手足をバタつかせる特徴的な走り方は本作では行わない。さらに後述の植木屋設定により植木屋衣装のバカボンのパパが加えられた。
作品のテーマも原作と大きく異なっている。原作ではバカボンのパパをはじめ、登場人物がおかしな行動をとることで一般常識や漫画作品としてのルールすらゆさぶり、ストーリーや設定の破綻すらお構いなしのナンセンスな世界を展開するのが狙いであるのに対し、本作品ではバカボンのパパたちの一見おかしな行動は「無垢な心の表れ」であり、彼らの偽りない真心が、結果として問題を解決へ導いたり周囲の人々に幸せを招く…という、赤塚作品では『もーれつア太郎』のような「人情劇」やホームコメディを彷彿とさせる世界観に改変された。これは全国アンケート「子どもに見せたくない番組（ワースト番組）」を実施していた日本PTA全国協議会から番組内容にクレームが寄せられたことが影響している。また番組スポンサーの大塚製薬からは「一家の主が働かないで生活が成り立っているのはおかしい、設定上ではなくパパが実際に働いてるシーンを映像で見せて欲しい。」との要望が出され、苦肉の策として番組中盤より「パパを定職（植木屋）に就かせる」という本作独自の設定が生まれ、原作に無い植木屋で働いているシーンが多数盛り込まれた。しかしこれらの内容改変は、「パパは無職（バガボンド＝放浪者）でないといけない」としている原作者、赤塚を大いに激怒と同時に失望させることとなった。
この他にも、バカボンの学校生活が原作より多くなり、担任の「凡田先生」、ガールフレンドの「さくら」、ガキ大将の「中村」・「青成」といった、原作に無いオリジナルレギュラーキャラが加わった。またママが激怒すると、落雷場面がカットインする演出があった。このようなオリジナル設定は次作『元祖天才バカボン』でスタッフが一新された事を受け無くなった。
スポットや次週予告での最後の決めゼリフは、パパの「来週の『天才バカボン』を見よ! 見ない奴は死刑なのだ!」というものだった。なお予告の台詞には歴代では唯一、次回放送作品のサブタイトルが無かった。
なお台詞の中には前番組『巨人の星』同様差別用語が含まれているのがあり、かつて再放送の際そのままにされていたが、現在は無音になる事がある。
なお、『天才バカボン』のアニメ化企画自体は本作以前にもあり、日本テレビ系列で放映される予定でパイロットフィルムも制作されたが、何らかの事情でお蔵入りとなった。このことに関しては天才バカボン パイロットフィルムを参照。
スタッフの1人だった辻真先によれば本放送時の視聴率は芳しくなかった。辻は連載中にアニメ化した『Dr.スランプ』を引き合いに出し、連載終了から数年を経て当時は旬だったギャグが放送時には古びていたのが原因と指摘している。

## 前後番組・他番組とのコラボレーションなど
まず前番組『巨人の星』最終回で、エンディング直後に星飛雄馬らメインキャラが集まり、飛雄馬がお別れのご挨拶をした後、画面にバカボン一家が現れ、飛雄馬がバカボンのパパと握手しながら「バカボン君、僕に代わって来週からよろしく頼みますよ」と述べてから、パパのナレーションで本作の新番組予告編が始まった。また第20回（第39話）「運動会はパパにまかせろ」の劇中では、その『巨人の星』の主題歌「ゆけゆけ飛雄馬」が使用されている。制作スタッフやスポンサーが同一であることで可能になった「お遊び」である。
なお、『バカボン』キャラクターのアニメ初登場は第1作の前年1970年、『もーれつア太郎（第1作）』（NET系列）第48話（2月27日放送）で時代劇エピソード、「男でござる東海道 その1・その2」の冒頭、江戸時代の町民役（通行人）としてパパとバカボンが描かれている。その後同作の第74話（9月4日放送）「ヒコーキ泥棒ニャロメ その1・その2」ではパパが空港の整備士（後におでん屋）役で出演している。なお、この時の声優はココロのボス役の八奈見乗児が『もーれつア太郎』と同じく務めた。またこの年、フジテレビ系列で放送されたバラエティ番組『祭りだ!ワッショイ!』の1コーナーで、毎回当時のヒット歌謡曲を1曲取り上げ、独自解釈のオリジナルアニメーションを制作し、現在で言うプロモーション・ビデオ風な映像に仕立てる「おたのしみアニメ劇場」（アニメーション制作：スタジオ・ゼロ）でも、「とまらない汽車（歌：中山千夏）」でのオリジナル作品中にパパが登場している。

## 声の出演
- バカボンのパパ - 雨森雅司
- バカボン - 山本圭子
- バカボンのママ - 増山江威子
- ハジメちゃん - 貴家堂子
- レレレのおじさん - 槐柳二
- 本官さん - 田の中勇
- 凡田先生 - 北村弘一
- 中村くん - 肝付兼太
- さくらちゃん、青成くん - 沢田和子
- 竹中くん - 小宮山清
- その他 - 浅井淑子、池水通洋、井上弦太郎、大竹宏、小原乃梨子、桂玲子、加藤治、加藤精三、加茂嘉久、兼本新吾、神谷明、川島ふじ子、小林修、小林恭治、佐久間功、塩見竜介、滝口順平、立壁和也、徳丸完、納谷六朗、西桂太、西尾徳、二見忠男、野沢雅子、野本礼三、広川太一郎、堀絢子、峰恵研、森ひろ子、八代駿、山下啓介、矢田耕司、山田康雄、吉田理保子、北浜晴子、八奈見乗児

## スタッフ
- 原作 - 赤塚不二夫
- 作画監督 - 芝山努
- 美術監督 - 影山仁
- 撮影監督 - 清水達正
- 録音監督 - 明田川進
- 音楽 - 渡辺岳夫（作曲）、松山祐士（編曲、ノンクレジット）
- 演出 - 吉川惣司（第1 - 22回）→斉藤博、岡部英二（第23 - 最終回）
- 作画監督補佐 - 竹内留吉
- 演出助手 - 向坪利次、田中実
- 原画 - 塩山紀生、米川功真、斉藤博、百瀬義行、内山正幸、羽根章悦、飯村一夫、奥田誠治、小林治 他
- 動画 - 日下部光雄、山田道代、本多敏行 他
- 美術 - 福田尚朗
- 背景 - 現代制作集団
- 撮影 - 東京アニメーションフィルム
- 編集 - 井上和夫
- 効果 - 片岡陽三
- 録音技術 - 豊田浩
- 制作協力 - Aプロダクション（作画）、映音（録音）、東洋現像所（現像）
- 制作 - よみうりテレビ、東京ムービー

## 主題歌
「天才バカボン」
作詞 - 東京ムービー企画部 / 作曲 - 渡辺岳夫 / 編曲 - 松山祐士 / 歌 - アイドル・フォー（テイチクレコード）
2002年にはYOU THE ROCK★によるロックアレンジのカバーバージョンがキリンビバレッジ『アミノサプリ』のCMソングとして使われた。さらに、2010年には、クレモンティーヌによるボサノヴァ調アレンジのカバーがサントリー（現・サントリービール）『オールフリー』のCMソングとして使われた。そして、2015年にはチームしゃちほこによるカバーが映画『天才バカヴォン〜蘇るフランダースの犬〜』に起用された。
なお、2008年8月7日に営まれた原作者・赤塚の告別式では出棺の際にこの曲が使用された。
2016年3月に日本テレビ系で放送された実写ドラマ「天才バカボン」の主題歌にも起用。歌は赤塚と親交の深かったタモリが担当。
主題歌のアニメーション
オープニングアニメーションの冒頭に登場するのは、レレレのおじさんである。その後はパパおよび、バカボン一家のみが登場する。エンディングはアニメーションではなく、「止め絵」が使用されている。

## イメージソング
「バカボンの歌」
- 作詞 - 東京ムービー企画部 / 作曲 - 廣瀬健次郎 / 歌 - 堀絢子

「バカボンのパパ」
- 作詞 - 赤塚不二夫  /編曲 - 竹田由彦 / 作曲・歌 - 敏トシ

## 各話リスト
全作品とも原則としては1回で2話放送。全40回、79話。原作漫画が『マガジン』から『サンデー』に移籍後、同誌に掲載されたエピソードもいくつかアニメ化されている。
サブタイトルクレジット部は、画面上にサブタイトル、右下に「脚本」と「コンテ」のクレジットで構成、そして画面左下からパパが顔を出して読み上げる。なおパパの表情は「笑顔」と「顰めっ面」の2パターンが有るが、順番は毎回異なる。
| 回 | 放送日         | 話数 | サブタイトル                         | 脚本              | コンテ       |
| -- | -------------- | ---- | ------------------------------------ | ----------------- | ------------ |
| 1  | 1971年 9月25日 | 1    | バカボン一家だコニャニャチハ         | 吉田喜昭          | 高倉健一     |
| 1  | 1971年 9月25日 | 2    | 赤ちゃんはホンモノがいいのだ         | 大西洋三          | 高倉健一     |
| 2  | 10月2日        | 3    | モシモシ早く生まれておいでね         | 吉田喜昭          | 小華和ためお |
| 2  | 10月2日        | 4    | コニャニャチハ赤ちゃん               | 織田健也          | 奥田誠治     |
| 3  | 10月9日        | 5    | 赤ちゃんはハジメちゃんなのだ         | 松元力            | 岡崎稔       |
| 3  | 10月9日        | 6    | ハジメちゃんがはじめてしゃべったのだ | 吉田喜昭          | 佐々木正広   |
| 4  | 10月16日       | 7    | 天才児はハジメちゃんなのだ           | 松元力            | 小泉謙三     |
| 4  | 10月16日       | 8    | ハジメちゃんの中継は中止なのだ       | 大西洋三          | 風間幸雄     |
| 5  | 10月23日       | 9    | 免許証なんか知ってたまるか           | 大西洋三          | 出﨑哲       |
| 5  | 10月23日       | 10   | バカボンのロボットいい研究ね         | 藤川桂介          | 風間幸雄     |
| 6  | 10月30日       | 11   | アラジンのランプは大男なのだ         | 小田健也          | 佐々木正広   |
| 6  | 10月30日       | 12   | パパのむすこはダレなのだ             | 七条門            | 岡崎稔       |
| 7  | 11月6日        | 13   | 都の西北ワセダのとなり               | 吉田喜昭          | 岡崎稔       |
| 7  | 11月6日        | 14   | モシモシお月さんコンバンハ           | 松元力 小田健也   | 風間幸雄     |
| 8  | 11月13日       | 15   | パパの警官ゴクローサン               | 七条門            | 羽根章悦     |
| 8  | 11月13日       | 16   | アッホヤッホー山へいこう             | 吉田秀子          | 佐々木正広   |
| 9  | 11月20日       | 17   | カネのなる木はいかがかね             | 小森豪人 小森幸信 | 新田義方     |
| 9  | 11月20日       | 18   | ごちそうはレバニライタメなのだ       | 椋誠一            | 北川一夫     |
| 10 | 11月27日       | 19   | バカは日本製がいいのだ               | 大西洋三          | 風間幸雄     |
| 10 | 11月27日       | 20   | 俳句で電報うったのだ                 | 吉田喜昭          | 出崎哲       |
| 11 | 12月4日        | 21   | ヤットコはこわいのだ                 | 七条門            | 佐々木正広   |
| 11 | 12月4日        | 22   | きょうはだいじな日なのだ             | 雪室俊一          | 高円寺太郎   |
| 12 | 12月11日       | 23   | 物置きみたいな人なのだ               | 椋誠一            | 岡崎稔       |
| 12 | 12月11日       | 24   | いぬがパパでねこがバカボンなのだ     | 吉田喜昭          | 出崎哲       |
| 13 | 12月18日       | 25   | クリスマスはクルシミマスなのだ       | 小田健也          | 風間幸雄     |
| 13 | 12月18日       | 26   | おかしなふしぎなチャペルなのだ       | 椋誠一            | 壷中夭       |
| 14 | 12月25日       | 27   | ソウジキはベンリなのだ               | 藤川桂介          | 平田敏夫     |
| 14 | 12月25日       | 28   | もちつきはドロボーがうまいのだ       | 大西洋三          | 山崎修二     |
| 15 | 1972年 1月1日  | 29   | お年玉はイタイ! のだ                 | 藤川桂介          | 壷中夭       |
| 15 | 1972年 1月1日  | 30   | たこあげはタコにかぎるのだ           | 吉田喜昭          | 佐々木正広   |
| 16 | 1月8日         | 31   | 服をきていると死刑なのだ             | 小田健也          | 斉藤博       |
| 16 | 1月8日         | 32   | スキーがなくてもヤッホーなのだ       | 椋誠一            | 吉川惣司     |
| 17 | 1月15日        | 33   | 夜まわりはこわいのだ                 | 雪室俊一          | 壷中夭       |
| 17 | 1月15日        | 34   | 殿さまはクルシイのだ                 | 七条門            | 南阿佐       |
| 18 | 1月22日        | 35   | バカボンとパパの旅ガラスなのだ       | 藤川桂介          | 遠藤政治     |
| 18 | 1月22日        | 36   | ガッコウの先生がせめてくる           | 吉田喜昭          | 石黒昇       |
| 19 | 1月29日        | 37   | パパは会社でコニャニャチハ           | 藤川桂介          | 山崎修二     |
| 19 | 1月29日        | 38   | クツミガキはこどもがいいのだ         | 七条門            | 南阿佐       |
| 20 | 2月5日         | 39   | 運動会はパパにまかせろ               | 七条門            | 石黒昇       |
| 20 | 2月5日         | 40   | バカボンの学芸会なのだ               | 吉田喜昭          | 遠藤政治     |
| 21 | 2月12日        | 41   | けんかに勝つのはむづかしいのだ       | 藤川桂介          | 高橋春男     |
| 21 | 2月12日        | 42   | パパの10万円は夢なのだ               | 吉田喜昭          | 斉藤博       |
| 22 | 2月19日        | 43   | 怪獣の木がテレビに出たのだ           | 七条門            | 阿佐みなみ   |
| 22 | 2月19日        | 44   | ガードマンはお化けなのだ             | 藤川桂介          | 山崎修二     |
| 23 | 2月26日        | 45   | それでもパパはヒイキするのだ         | 吉田喜昭          | 佐々木正広   |
| 23 | 2月26日        | 46   | バカボンのひなまつりなのだ           | 雪室俊一          | 岡崎稔       |
| 24 | 3月4日         | 47   | バカボンのクラス委員せんきょなのだ   | 吉田喜昭          | 阿佐みなみ   |
| 24 | 3月4日         | 48   | ナポレオンはぐっすり眠るのだ         | 雪室俊一          | 高橋春男     |
| 25 | 3月11日        | 49   | パパはモーレツ記者なのだ             | 大西洋三          | 石黒昇       |
| 25 | 3月11日        | 50   | バカボンの旅行はハワイなのだ         | 小田健也          | 佐々木正広   |
| 26 | 3月18日        | 51   | バカボンとハジメは兄弟なのだ         | 雪室俊一          | ひこねのりお |
| 26 | 3月18日        | 52   | パパは男のなかの男なのだ             | 七条門            | 阿佐みなみ   |
| 27 | 3月25日        | 53   | バカボンが初恋をしたのだ             | 大西洋三          | 佐々木正広   |
| 27 | 3月25日        | 54   | チョキンチョキンともうけるのだ       | 雪室俊一          | 岡崎稔       |
| 28 | 4月1日         | 55   | 父親参観日はつらいのだ               | 雪室俊一          | 斉藤博       |
| 28 | 4月1日         | 56   | 押花をつくると先生が困るのだ         | 辻真先            | 高橋春男     |
| 29 | 4月8日         | 57   | パパがテレビで歌うのだ               | 大西洋三          | 佐々木正広   |
| 29 | 4月8日         | 58   | 別れはつらいものなのだ               | 吉田喜昭          | 石黒昇       |
| 30 | 4月15日        | 59   | 親切にするとパトカーに乗れるのだ     | 藤川桂介          | 山崎修二     |
| 30 | 4月15日        | 60   | バカボンが誘拐されたのだ             | 雪室俊一          | 斉藤博       |
| 31 | 4月22日        | 61   | おまわりさんは清く正しくつらいのだ   | 雪室俊一          | 壷中夭       |
| 31 | 4月22日        | 62   | バカボンの親切にしまショウなのだ     | 辻真先            | 佐々木正広   |
| 32 | 4月29日        | 63   | バカボンのひとりたびなのだ           | 吉田喜昭          | 斉藤博       |
| 32 | 4月29日        | 64   | 太らないと犯人になれないのだ         | 藤川桂介          | 高円寺太郎   |
| 33 | 5月6日         | 65   | ジャーン! バカボンのくびがないのだ   | 雪室俊一          | 高橋春男     |
| 33 | 5月6日         | 66   | パパの巣箱は大きいのだ               | 小田健也          | 山崎修二     |
| 34 | 5月13日        | 67   | バカボンの結婚式なのだ               | 吉田喜昭          | 山崎修二     |
| 34 | 5月13日        | 68   | パパはこうして植木屋になったのだ     | 小田健也          | 壷中夭       |
| 35 | 5月20日        | 69   | 魚をつると密輸犯人にされるのだ       | 吉田喜昭          | 斉藤博       |
| 35 | 5月20日        | 70   | パパとママがケンカをしたのだ         | 雪室俊一          | 壷中夭       |
| 36 | 5月27日        | 71   | パパは真面目が欠点なのだ             | 雪室俊一          | 壷中夭       |
| 36 | 5月27日        | 72   | パパは運転の名人なのだ               | 小田健也          | 山崎修二     |
| 37 | 6月3日         | 73   | 時の記念日はねむいのだ               | 小田健也          | 山崎修二     |
| 37 | 6月3日         | 74   | パパはゴルフでカッコいいのだ         | 吉田喜昭          | 高円寺太郎   |
| 38 | 6月10日        | 75   | パパがヘンシーンと変身したのだ       | 辻真先            | 斉藤博       |
| 38 | 6月10日        | 76   | パパのデベソは100円玉なのだ          | 吉田喜昭          | 斉藤博       |
| 39 | 6月17日        | 77   | パパが二人になったのだ               | 吉田喜昭          | 山崎修二     |
| 39 | 6月17日        | 78   | パパはサーカスのスターなのだ         | 小田健也          | 高円寺太郎   |
| 40 | 6月24日        | 79   | バカボン一家がサヨウナラ             | 吉田喜昭          | 山崎修二     |

## 放送局
- よみうりテレビ（制作局）：土曜 19:00 - 19:30
- 日本テレビ：土曜 19:00 - 19:30
- 札幌テレビ：土曜 19:00 - 19:30[10]
- 青森放送：土曜 19:00 - 19:30[11]
- テレビ岩手：土曜 19:00 - 19:30[11]
- 秋田放送：土曜 19:00 - 19:30[11]
- 山形放送：土曜 19:00 - 19:30[11]
- 宮城テレビ：土曜 19:00 - 19:30[11]
- 福島中央テレビ（10月2日放送の第2回から放送）：土曜 19:00 - 19:30 [12]
- 新潟放送：土曜 18:00 - 18:30[13]
- 信越放送：土曜 18:00 - 18:30[14]
- 山梨放送：土曜 19:00 - 19:30[15]
- 北日本放送：土曜 19:00 - 19:30[16]
- 北陸放送：土曜 18:00 - 18:30[16]
- 福井放送：土曜 19:00 - 19:30[16]
- 静岡放送：土曜 18:00 - 18:30[15]
- 名古屋テレビ：土曜 19:00 - 19:30[15]
- 日本海テレビ：土曜 19:00 - 19:30
- 山陰放送：土曜 18:00 - 18:30
- 広島テレビ：土曜 19:00 - 19:30
- 山口放送：土曜 19:00 - 19:30
- 四国放送：土曜 19:00 - 19:30
- 西日本放送：土曜 19:00 - 19:30
- 南海放送：土曜 19:00 - 19:30
- 高知放送：土曜 19:00 - 19:30
- 福岡放送：土曜 19:00 - 19:30
- 長崎放送：土曜 18:00 - 18:30
- 熊本放送：土曜 18:00 - 18:30
- 宮崎放送：土曜 18:00 - 18:30
- 南日本放送：土曜 18:00 - 18:30

## 劇場版
『東宝チャンピオンまつり』内のプログラムとして上映されている。
天才バカボン（1972年3月12日公開）
第33話「夜まわりはこわいのだ」のブローアップ版。上映時間は14分。
併映は『地球攻撃命令 ゴジラ対ガイガン』・『ミラーマン』・『帰ってきたウルトラマン 次郎くん怪獣に乗る』・『かしの木モック』・『昆虫物語みなしごハッチ』の5本。
天才バカボン 別れはつらいものなのだ（1972年7月22日公開）
第58話「別れはつらいものなのだ」のブローアップ版。上映時間は14分。
併映は『ゴジラ・エビラ・モスラ 南海の大決闘』（再映）・『ミラーマン 生きかえった恐竜アロザ』・『かしの木モック』・『赤胴鈴之助（アニメ版）』の4本。

## 関連商品
映像ソフト
以前はバップから、VHSとLDが発売されていた。
廉価版DVD-BOXはハピネット・ピクチャーズより発売。
- 天才バカボン … ボックスセット全1巻（全回収録）

HDリマスター版はキングレコードより発売。
- 天才バカボン … ボックスセット全1巻

全巻とも本放送中に赤塚不二夫が書き下ろしたイラストをパッケージ用に転用している。
サウンドトラックCD
- 懐かしのミュージッククリップ9 天才バカボン（東芝EMI、1996年8月21日発売）
- 天才バカボン サウンドトラック総集盤（デイジー・ミュージック、2008年10月25日発売）

## ネット配信
- YouTubeの「TMSアニメ（55周年）公式チャンネル」から、2019年7月10日より第1 - 3回が配信（2020年からは第1回のみ）各作品とも、OPの「冒頭のレレレのおじさん場面」とED映像はカットされており、EDの代わりにオリジナルエンドカードを配信している。同日には同チャンネルから『元祖天才バカボン』も第3回まで配信された（こちらも2020年からは第1回のみ）。
- 2020年5月8日から同チャンネルより、第9回と第39回を追加配信、さらに同年同月10日からは第11回も追加された。双方ともOPとED映像はノーカットで配信されるが、EDの製作クレジットは「製作・著作 トムス・エンタテインメント」に差し替えた。
- 2022年9月17日から同チャンネルより、本作の第1 - 20回と『元祖』第1 - 20回の全40回分をひとまとめにして配信した。同年11月17日からは本作は第3回までに縮小された。こちらも本作の配信形態は第1回と同じ。
- 2024年8月2日から同チャンネルより、同年5月20日に逝去されたママ役の増山江威子の追悼特別配信として、ママがメインになった話（▲マーク付き）を含む話を本作から2本、『元祖』からも4本が期間限定で無料配信されている。いずれも配信形態は第1回と同じ。

無印（本作）
第4回「▲天才児はハジメちゃんなのだ / ハジメちゃんの中継は中止なのだ」
元祖
第41回「▲ママと泣いてあかした夏の午後 / キェンキャイキャキャキョンなのだ」
第52回「お城とスイカをこうかんするのだ / ▲ママはパパにプロポーズなのだ」
- 2022年12月1日からは同じくYouTubeの「読売テレビ アニメチャンネル」でも、第1回を配信している。こちらも配信形態は「TMSアニメ」と同じ。